# Florian Miguel
Florian Miguel (Bruges, 1 september 1996) is een Franse voetballer die speelt als verdediger. Hij komt sinds 2023 uit voor OH Leuven.

## Carrière
In 2023 vertrok Miguel transfervrij van het Spaanse SD Huesca naar OHL Leuven.
1 Leysen ·
3 Shlomo ·
5 Ngawa ·
6 Dom ·
7 Thorsteinsson ·
8 Schrijvers ·
9 Brunes ·
10 Holzhauser ·
11 Banzuzi ·
13 Kiyine ·
14 Ricca ·
15 N'Dri ·
16 Prévot ·
17 Mueanta ·
18 Miguel ·
20 Mendyl ·
21 Opoku ·
22 Calut ·
23 Schingtienne ·
28 Pletinckx ·
33 Maertens  ·
37 Taildeman ·
38 Ravet ·
43 Nsingi ·
52 Sagrado ·
77 Vlietinck ·
88 Maziz ·
Coach: García